# Wzór zębowy (kynologia)

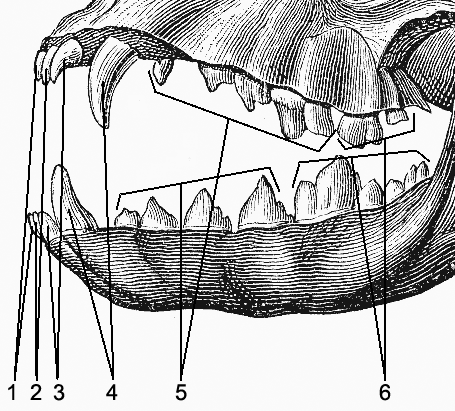
1-siekacze, cęgi
2-siekacze, średniak
3-siekacze, okrajki
4-kły
5-przedtrzonowce
6-trzonowce

Wzór zębowy to zapis liczby i rozmieszczenia zębów różnych rodzajów. 

## Wzór zębowypsadorosłego
Dorosły pies ma 42 zęby (20 w szczęce i 22 w żuchwie). Poszczególne siekacze mają własne nazwy. Wyliczając od kłów są to okrajki, średniaki, cęgi.
Para zębów składająca się z czwartego przedtrzonowca i pierwszego zęba trzonowego nazywana jest łamaczami.

## Wzór zębowy szczenięcia
Szczenię ma 28 zębów mlecznych (14 w szczęce i 14 w żuchwie)
Przedtrzonowce występują jako przejściowe i stałe. Wyjątek stanowi pierwszy ząb przedtrzonowy będący u psa zębem stałym. 

Zęby mleczne u szczeniąt pojawiają się w pierwszych tygodniach ich życia – zostają następnie zastąpione przez zęby stałe, po około 8 miesiącach.